# コガネタケ
コガネタケ（黄金茸、学名: Phaeolepiota aurea）は、ハラタケ目カブラマツタケ科（旧ハラタケ科）コガネタケ属に分類される中型から大型のキノコの一種。傘と柄はきな粉のような黄褐色の粉に覆われ、柄に膜質のツバがある。青森県や秋田県などの地域により、キナコタケ、キンタケ、コナカブリ、スモトリモタシなどの地方名でよばれる。可食とされているが、中毒事例もあるため食用には注意を要す。なお、コガネタケ属の学名は Phaeolepiota Maire ex Konrad & Maubl. で、コガネタケ1種だけで構成される。

## 分布・生態
日本のほか、ヨーロッパ、北アメリカなど、北半球一帯に分布する。
腐生菌（腐生性）。夏から秋にかけて、人里近くの雑木林や竹林、公園、道端、庭、田の畦などの地上に散生、または群生する。肥沃な草地や畑などに生える。同じ場所に数年間は発生し続け、しばしば、非常に数百本規模の大きな群落を作ることがある。

## 形態
子実体は傘と柄からなる。傘の径は5 - 15センチメートル (cm) に達し、はじめは半球形または円錐形で、のちに丸山形から平らに開いて中央がやや盛り上がる。傘表面は黄土色から黄金色で、微細な黄金色の粉で密に覆われる。幼菌時の傘には、しばしば放射状のしわがある。表皮は粉よりも淡色で滑らか。傘裏のヒダは、柄に上生からほとんど離生して密に配列し、はじめのうち黄白色から淡黄色であるが、のちに黄土褐色となり、胞子が成熟すると濃い茶色になる。幼菌のヒダは皮膜で覆われている。
柄は上下同大もしくは下方が太くなる円柱状で、長さ5 - 15 cm、太さ1.5 - 3 cmと長く伸びて、表面は傘と同様に黄土色の微細な粉で覆われ、しばしば縦じわがある。中実または髄状。柄の上部に膜質でよく目立つ黄白色から黄土色のツバが広がる。ツバの上面ははじめ黄白色、のちに胞子が落下堆積して褐色となって、下面は傘と同じ粉に覆われ、放射状のしわがある。基部にはツボは無い。肉は緻密で厚く、白色から淡黄色、縦にきれいに裂くことができる。
担子胞子は9 - 13 × 4 - 5マイクロメートル (μm) の紡錘状楕円形で、微細なイボがある。胞子紋は黄土色（黄褐色）。

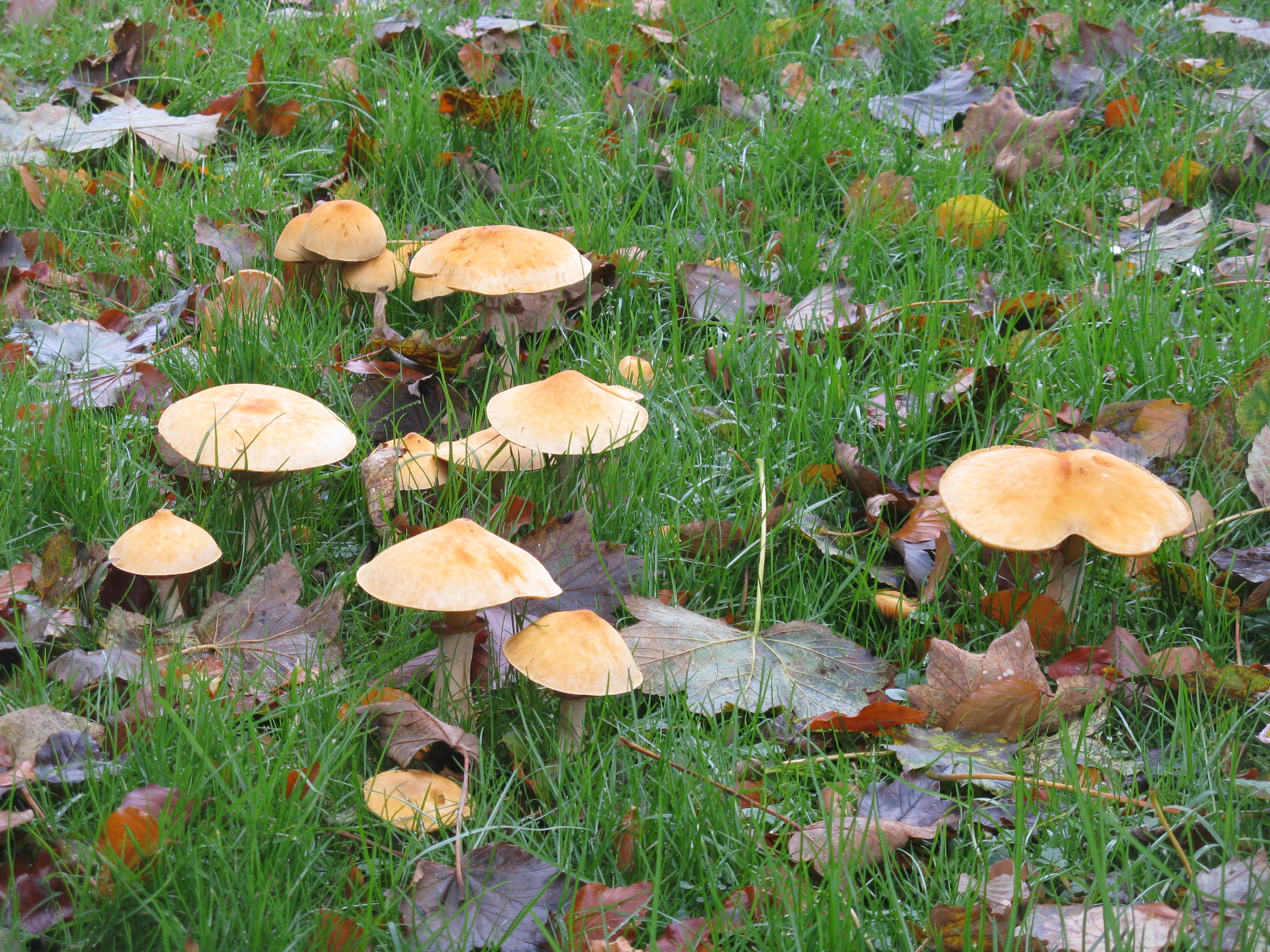
草地に群生したコガネタケ
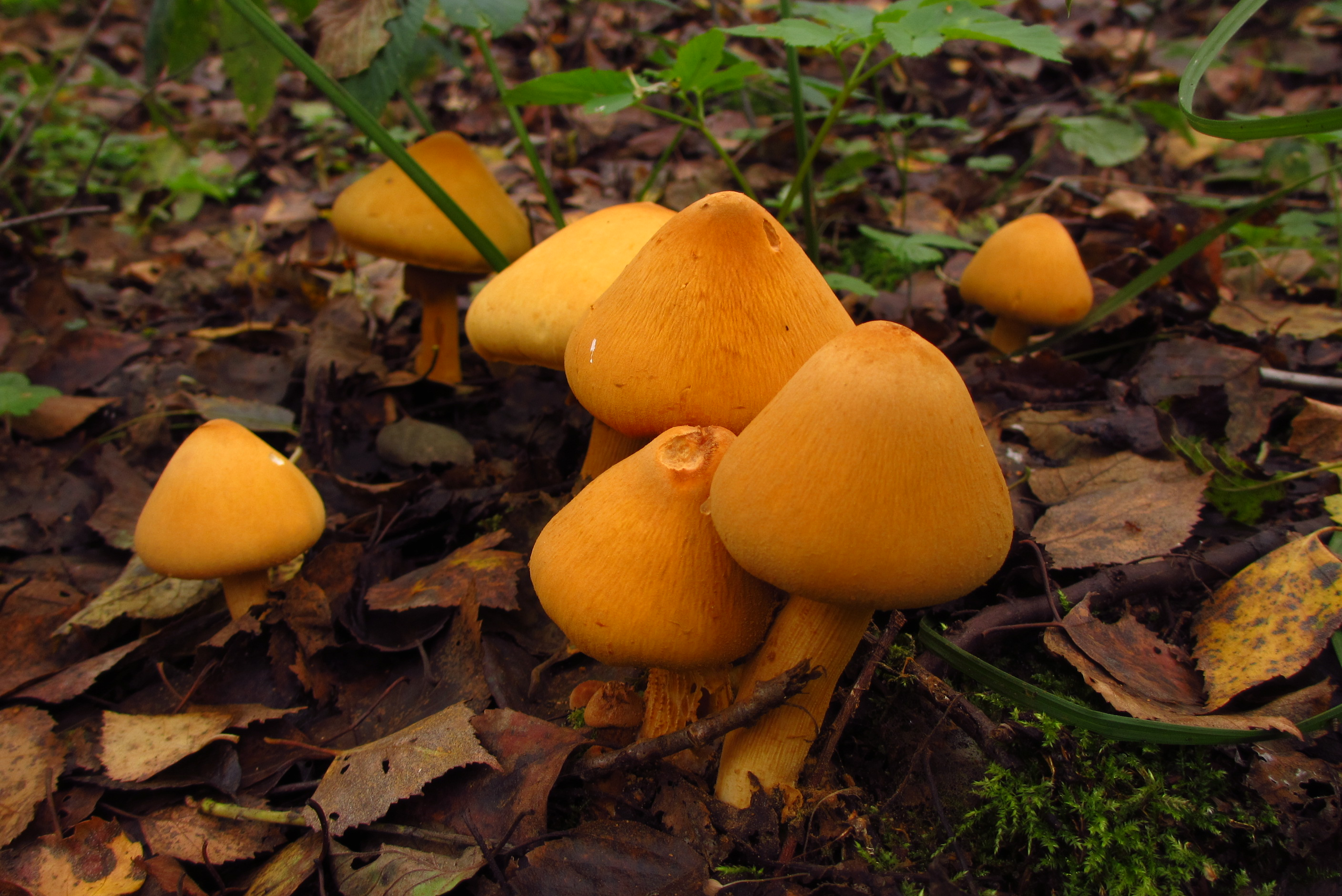
幼菌
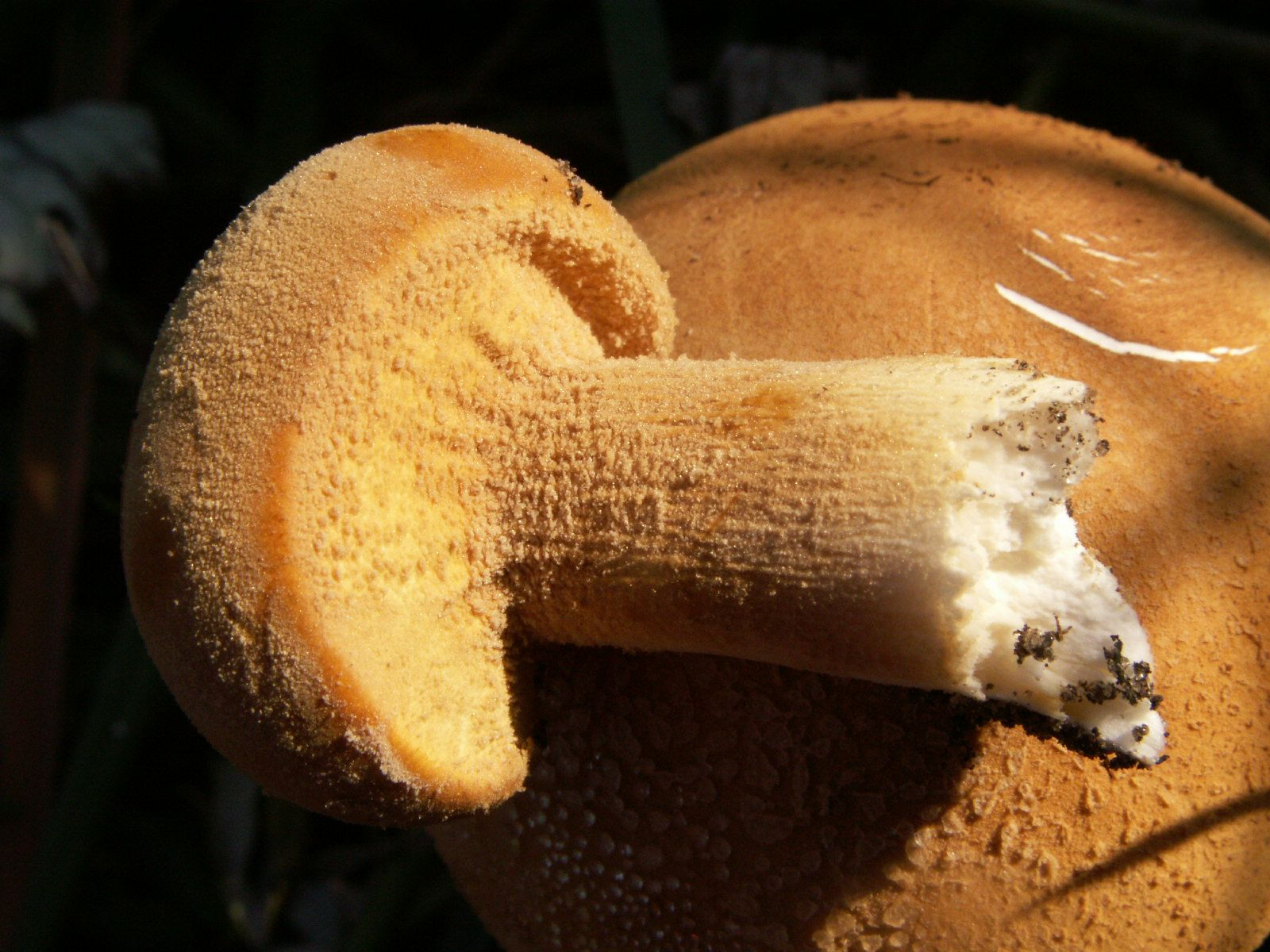
子実体は黄土色の粉に覆われる

## 利用と中毒事例
全体を覆う黄土色の粉を落として、加熱すれば可食とされているが、粉を食べると消化不良を起こすとされる。この粉は落ちやすく、キノコを手に持つと手が汚れる。また、子実体には汗臭いような一種独特な強い臭いがあるが、火を通すとこの臭いが消えて気にならなくなるという。人によって好き嫌いがはっきり分かれるキノコであるが、歯ごたえがよく、食用として美味という人もいる。柄の肉はかたい繊維質で、極めて歯切れが良く舌触りも良いため、柄だけを食べる地方もある。
食べるときは、キノコ全体についている粉を洗い落としてから、フライや天ぷら、炒め物にすると良いといわれている。
ただし、人によっては下痢や嘔吐など消化器系の中毒例があるので要注意なキノコでもある。しなびて古くなったものを食べても、下痢や嘔吐を引き起こす。また黄色みの強い系統は、腹痛、下痢、嘔吐など胃腸系の中毒事例が報告されており、注意が必要である。毒成分は不明とされるが、その他の化合物にレクチンが含まれる。

## 寄生するキノコ
コガネタケに寄生するキノコとして、ニオイオオタマシメジ（Squamanita odorata）が知られている。菌寄生菌であり、秋、コガネタケに寄生して黄色い菌糸塊をつくり、その表面に多数発生する。ブドウ果汁のような匂いがあるのが特徴で、食用不適とされる。